# Dirner Gusztáv Adolf
Dirner Gusztáv Adolf (Gölnicbánya, 1855. december 9. – Budapest, 1912. december 14.) orvos, szülész-nőgyógyász. A British Gynaecological Societhy fellow-ja; a budapesti orvosegyesületnek rendes tagja; a Kárpátegyesület gölniczvölgyi osztályának alapítója-elnöke volt. Testvére, Dirner Lajos orvos volt.

## Életpályája
Szülei Dirner Mihály (1813–1885) városi tanácsos és Goldbecher Erzsébet voltak. A gimnázium első két osztályát Miskolcon végezte el, majd Eperjesen tanult két évig, a gimnázium felső négy osztályát pedig a budapesti evangélikus intézetben fejezte be 1874-ben. Budapesten testvére támogatásával és önerejéből, tanítással foglalkozott, így folytatta tanulmányait. 1880-ban orvosdoktor lett; Jendrassik Jenő (1824–1891) egyetemi tanár tanársegédje volt az élettani tanszéken. 1881–1886 között Tauffer Vilmos (1851–1934) mellett volt tanársegéd a budapesti szülészeti-nőgyógyászati klinikán. 1886–1888 között a Schordán-féle utazási ösztöndíjjal tanulmányúton volt; megfordult Ausztriában, Németországban, Londonban, Párizsban, New Yorkban és Philadelphiában. 1888-ban hazatért, és nőgyógyász volt. 1892-ben a nőgyógyászat magántanára lett. 1897-ben kinevezték a budapesti Bábaképző Intézet igazgatójává.
Főleg méh és a petefészek műtétekkel foglalkozott, erről szóló cikkei a szaklapokban jelentek meg.
Halálát tüdőgyulladás okozta. Sírja a Fiumei úti sírkertben található (18-1-17).

### Magánélete
1891-ben házasságot kötött Reök Erzsébettel.

## Művei
- Uterus didelphys cum vagina duplice (Budapest, 1883)
- A leányok testi neveléséről (Budapest, 1885)
- Zur Asepsis der quellenden Dilatorien (Berlin, 1887)
- On the treatment of the pedicle myomotomy (Boston, 1888)
- Az ujszülött köldökének ápolása (Budapest, 1888)
- A csonk ellátásának kérdése hysterotomiánál 31 eset kapcsolatában (Budapest, 1888)
- A gátképzés új és egyszerű módszere (Budapest, 1889)
- Therapeutikus irányok és mozgalmak a gynaekologiában (Budapest, 1889)
- Elnöki megnyitó a M. K. E. gölniczvölgyi osztálya 1890. okt. 26. tartott közgyűlésén (Budapest, 1890)
- Lebensgeschichte eines Gerverbetreibenden (Budapest, 1891)
- A gyermek testi ápolásáról (Budapest, 1891) (Többekkel)
- A nő vérzéseiről (Budapest, 1892)